# Carlos Garcia (ator)
Carlos Garcia (Taubaté, 20 de junho de 1940 - 4 de outubro de 2008) foi um ator, empresário e produtor Brasileiro. Ficou conhecido por atuar em diversas produções de Amácio Mazzaropi no papel de galã, tendo também cuidado da parte técnica e administrativa dos filmes do humorista. Com a morte de Mazzaropi, afastou-se da mídia no início da década de 1980.
Antes de se tornar ator, trabalhou em cargos técnicos, chegando a gerente e depois diretor de produção. "Carlão", como ficou conhecido, tornou-se faz‑tudo da companhia PAM Filmes, tornando-se homem de confiança de Mazzaropi, tendo sido, inclusive, apadrinhado pelo humorista e tornado-se um de seus herdeiros.
Com a morte de Mazzaropi em 1981, herda parte das propriedades (como o Museu Mazzaropi), equipamentos e filmes, fruto de sua sobrevivência até sua morte, através da concessão de direitos autorais para o cinema, vídeo e televisão.
Faleceu em outubro de 2008, vítima de um infarto.

## Filmografia
- 1960 ‑ Zé do Periquito - Acácio
- 1961- Tristeza do Jeca - Pretendente de Maria
- 1962 ‑ O Vendedor de Linguiça - Dudu
- 1963 ‑ O Lamparina - Filho de Bernardino
- 1964 ‑ Meu Japão Brasileiro Filho de Magnólia
- 1965 ‑ O Puritano da Rua Augusta - Zé, Filho de Pundoroso
- 1966 ‑ O Corintiano - Leontino
- 1967 ‑ O Jeca e a Freira - Fernando
- 1968 ‑ No Paraíso das Solteironas - Douglas
- 1969 – Uma Pistola para Djeca - Amigo de Gumercindo
- 1970 ‑ Betão Ronca Ferro - Funcionário do Circo
- 1971 ‑ O Grande Xerife - Morador de Vila do Céu
- 1972 ‑ Um Caipira em Bariloche  - Dono do Bar
- 1975 ‑ Jeca Contra o Capeta - Camarão
- 1977 ‑ Jecão, um Fofoqueiro no Céu - Dono do Bar
- 1978 ‑ Jeca e Seu Filho Preto - Juíz
- 1979 ‑ A Banda das Velhas virgens - Homem no Quiosque da Praia